# Câu chuyện pháp đình
Câu chuyện pháp đình là một bộ phim truyền hình được thực hiện Hãng phim Truyền hình Thành phố Hồ Chí Minh, Đài Truyền hình Thành phố Hồ Chí Minh do Nguyễn Tường Phong làm đạo diễn. Phần 1 và phần 2 của phim phát sóng vào lúc 18h00 từ Chủ Nhật đến thứ 3 hàng tuần bắt đầu từ ngày 31 tháng 3 năm 2009 và kết thúc vào ngày 18 tháng 5 năm 2009, phần 3 của phim phát sóng vào lúc 18h00 từ Chủ Nhật đến thứ 4 hàng tuần bắt đầu từ ngày 11 tháng 10 năm 2010 và kết thúc vào ngày 30 tháng 11 năm 2010 trên kênh HTV9.
Bộ phim gồm 3 phần phát sóng từ năm 2009 đến năm 2011 với tổng số tâp là 51.

## Diễn viên

### Phần 1 - Hơi ấm bàn tay
- NSƯT Trương Minh Quốc Thái trong vai Trần Trọng Nhân
- Lâm Bảo Như trong vai Nam An
- Trung Dũng trong vai Hoàng
- NSƯT Mỹ Uyên trong vai Trần Hồng Phúc
- NSND Kim Xuân trong vai Mẹ Trọng Nhân
- Nghệ sĩ Mai Trần trong vai Ba Trọng Nhân
- Kim Huyền trong vai Nguyễn Thị Lài
- Nghệ sĩ Kiều Mai Lý trong vai Mẹ Nguyễn Thị Lài
- Nguyễn Hậu trong vai Cán bộ Huấn
- NSƯT Công Ninh trong vai Luật sư Công
- Nghệ sĩ Kiến An trong vai Luật sư Kiên
- Nghệ sĩ Ánh Hoa trong vai Bà ngoại Nam An
- Nghệ sĩ Hạnh Thúy trong vai Đỗ Chuyên

### Phần 2 - Giấc mơ thiên đường
- Võ Thành Tâm trong vai Hiếu
- Trương Quang Thịnh trong vai Nghĩa
- Thu Phương trong vai Yến
- Thảo Nguyên trong vai Nhi
- Hoài An trong vai Bà Hậu
- Võ Thành Nhân trong vai Mạnh
- Mai Sơn Lâm trong vai Hưng
- Lâm Bảo Như trong vai Nam An
- Quốc Tân trong vai Luật sư Danh

### Phần 3 - Ngã rẽ
- Huỳnh Đông trong vai Liêm
- Nguyễn Trí Thảo trong vai Liêm (lúc nhỏ)
- Cao Thy Phong trong vai Hôm
- Yến Nhi trong vai Hôm (lúc nhỏ)
- Minh Phương trong vai Mai
- Ánh Hồng trong vai Trâm
- Đinh Y Nhung trong vai Thơm
- Tấn Hưng trong vai Thành
- Văn Nỷ trong vai Ông Đạt
- Lê Quang trong vai Bảy
- Thạch Kim Long trong vai Đông
- Lâm Bảo Như trong vai Nam An
- Quang Tuấn trong vai Minh

Và một số diễn viên khác...

## Ca khúc trong phim
Bài hát trong phim là ca khúc "Hơi ấm bàn tay" do Quang Anh sáng tác và Lan Phương thể hiện.

## Giải thưởng
| Năm  | Giải thưởng    | Hạng mục                 | (Người) đề cử | Kết quả       | Tham khảo |
| ---- | -------------- | ------------------------ | ------------- | ------------- | --------- |
| 2010 | Giải Mai Vàng  | Phim truyền hình         | —             | Đề cử         | [ 5 ]     |
| 2010 | Giải Mai Vàng  | Nữ diễn viên truyền hình | Đinh Y Nhung  | Đề cử         | [ 5 ]     |
| 2010 | Giải Cánh Diều | Phim truyện truyền hình  | —             | Cánh diều bạc | [ 6 ]     |